# Hühnerfriedhof
Hühnerfriedhof war eine Rockband aus Düsseldorf und spielte eine Mischung aus Rock, Fusion, Funk und Jazz mit deutschen Texten, teils auch instrumental ohne Gesang.

## Geschichte
Gegründet wurde die Band 1995 von Thorsten Praest (Coldseed) und Michael Hambloch (Assassin), die bereits seit 1991 in der Hardrock-Band Riot Act zusammenarbeiteten. In der Ursprungsbesetzung spielte Jens Schindler Schlagzeug, der 1999 die Band verließ und durch Daniel Sanleandro Fernandez (Tierra Negra) ersetzt wurde.
Die Band spielte in den ersten Jahren viel regional und veröffentlichte 2003 das Album Zieh' Dich aus auf Rockwerk Records, das von Publikum und Presse gut angenommen wurde und der Band zu überregionalen Konzerten u. a. mit Michael Sagmeister verhalf.
2006 wurde die Band beauftragt, den Soundtrack zum Film Null-Zwo-Drei-Eins zu schreiben und zu produzieren, einer in Dortmund (Vorwahl: 0231) spielenden Ruhrpottkomödie mit Willi Thomczyk, Dustin Semmelrogge, Markus Knüfken, Julia Beerhold, Rene Heinersdorff und Stefan Lehnen, die am 11. Dezember 2006 im Cinestar Dortmund Premiere feierte.
2009 spielte Hühnerfriedhof im Rahmen des Guitar Fight Club, welcher im Vorjahr von Praest gewonnen wurde.
2011 wurde Schlagzeuger Daniel Sanleandro durch Antonius Grützner ersetzt.
2016 löste sich die Band nach 21 Jahren auf.

## Diskografie
- 1997: Zeit (EP)
- 2003: Zieh' Dich aus (Album)
- 2006: Null Zwo Drei Eins (Film-Soundtrack)